# Биченюк Галина Йосипівна
Галина Йосипівна Клименко-Биченюк (*27 липня 1927, Умань (нині Черкаська область), УРСР) — радянська і українська поетеса; літературний редактор. Член Національної спілки письменників України (1996).

## Життєпис
Народилася 1927 р. у м. Умані на Київщині.
Закінчила Київський учительський інститут.
Учасниця Другої світової війни. 1944 працювала бібліотекарем у партизанському шпиталі.
Від 1948 р. — коректор газети «Закарпатська правда» (Ужгород).
У 1952—1982 рр. — літературний редактор журналів «Під прапором ленінізму», «Радянська жінка».
Автор поетичних збірок «Дніпровські зеленогір'я» (1980), «Хатки на узліссі» (1985), «Зорінь» (1987), «Моя думна гора» (1991), «Сонячна долина» (1992), «Будинок творчості або Базікавки» (1992), «Берегиня» (1992), «Портрет дідуся» (1993), «Одвічне» (1993), Стежинами крутими (1994).
Родина
- Чоловік: Клименко Петро Павлович (1920—1999) — український прозаїк, громадський діяч. Член НСПУ (1953).[1][2]